# João de Sousa Lima
João de Sousa Lima (São Paulo, 21 de março de 1898 — São Paulo, 28 de novembro de 1982) foi um pianista, compositor, maestro e professor brasileiro.

## Biografia
Iniciou os estudos de piano com seu irmão, José Augusto. Quando a vida profissional de seu irmão impedia que as aulas tivessem maior regularidade, a família decidiu procurar um professor particular. Selecionado mediante audição, desde 1910 Souza Lima passou a estudar com Luigi Chiaffarelli, que considerou o jovem muito talentoso e ofereceu-lhe aulas gratuitas. Na classe deste professor foi colega de Gilda Carvalho e Antonieta Rudge com as quais praticava música de câmera (piano a quatro mãos). Seu irmão lhe instruía na prática de leitura à primeira vista.
Provavelmente devido a esta prática, começou a acompanhar solistas que visitavam a cidade para concertos de violino, violoncelo, canto e flauta. Solicitou ao amigo Carlos Pagliuchi que o introduzisse no meio dos conjuntos que tocavam em cinemas. Pagliuchi adotou-o como assistente na direção musical do cinema Pathé Palace. Logo passou a substituir Pagliuchi na função. Trabalhou ainda no Cine Marconi, Cinema Central, e no Teatro Esperia. Com o conjunto deste cinema passou a tocar também em casas de famílias ricas, bailes e no Hotel de La Plage no Guarujá, durante as férias de verão.
Foi indicado por Chiaffarelli para estudar harmonia, contraponto, fuga e composição com o professor Agostino Cantù, recém chegado de Milão. Este foi também professor de Francisco Mignone e Savino de Benedictis. Suas primeiras composições foram danças de salão e peças de música popular. Uma dessas peças, o tango Amor avacalhado, foi usado por Darius Milhaud em seu balé Le boeuf sur le toit. Em um concurso de composição promovido pela revista A Cigarra e patrocinado pela Casa Levy, ganhou o primeiro prêmio na categoria "tango" e o segundo na categoria "valsa", sendo Mignone o vencedor nesta categoria.
Foi apresentado por um amigo ao doutor José Estanislau do Amaral, pai da pintora Tarsila do Amaral, cuja casa passou a freqüentar. Foi também freqüentador da casa do Senador José de Freitas Valle, chamada de Villa Kyrial, e que foi um importante centro da vida cultural paulistana. Por sua relação de amizade com o Senador, que também era presidente da Comissão do Pensionato Artístico do Estado de São Paulo, obteve uma bolsa de estudos e mudou-se para Paris.

## Em Paris
Residiu naquela cidade entre 1919 e 1930. Estudou piano primeiro com Isidor Philipp, e depois ingressou por concurso no Conservatório de Paris, pertencendo à classe de Marguerite Long. A partir de 1921 também freqüentou a classe de Música de Câmera com Camille Chevillard e de História da Música com Maurice Emmanuel. Passou também a substituir sua professora quando ela não podia dar aulas. Em 1922 recebeu o primeiro prêmio no concurso dos alunos de piano do Conservatório, o que fez com que passasse a ser notado pela imprensa especializada parisiense. A partir deste ano iniciou uma carreira de concertista.
Sua carreira como pianista incluiu recitais no Brasil, concertos em Paris, turnês pelo Norte da África, pela Itália e em Berlim. Depois da volta ao Brasil em 1930, participou das turnês de Heitor Villa-Lobos em Recife e no interior do Estado de São Paulo. A partir de 1932 seguiu sua própria carreira de concertos no Brasil, apresentando-se em São Paulo, Rio de Janeiro, além de realizar uma turnê pelo Estado do Rio Grande Sul (que alcançou também Montevidéu e Buenos Aires) e outra pelas cidades de Manaus, Belém, Fortaleza, Natal e Salvador.
Villa-Lobos e Sousa Lima tornaram-se amigos em Paris. Conheceram-se no atelier de Tarsila do Amaral, e Sousa Lima foi responsável por apresentá-lo aos meios musicais parisienses, com um concerto em que o pianista tocou obras de Villa-Lobos na casa do crítico Henry Prunières, com a presença de Paul Dukas e Florent Schmidt.

## De volta ao Brasil
Em 1935 passou a trabalhar, a convite de Mário de Andrade, no Departamento de Cultura do Município de São Paulo. Nesta instituição foi regente da orquestra e integrante do Trio São Paulo (piano, violino e violoncelo). A partir desta época atuou também como regente da Orquestra do Teatro Municipal de São Paulo.
A convite de Assis Chateaubriand tornou-se diretor musical e regente da orquestra da Rádio Tupi. Exerceu a mesma função na Rádio Gazeta, a convite de Cásper Líbero, cuja orquestra também teve como regente o compositor Camargo Guarnieri.
Nas décadas de 1940, 1950 e 1960 foi um dos mais ativos pianistas e regentes no Brasil. Sua obra como compositor ficou pouco conhecida.
Outros dados relevantes da biografia deste músico foi o contato com grandes personalidades da música. Estudou a obra de piano de Claude Debussy com sua viúva. Estudou a obra para piano de Maurice Ravel com o próprio. Foi amigo de Darius Milhaud. No Brasil, além de amigo de Francisco Mignone e Villa-Lobos, foi também incentivador de suas composições e responsável pela estréia de várias delas em concerto.